# FIROS
FIROS (FIROS - Field Rocket Sistem) — итальянская РСЗО калибра 122 мм. 

## История создания
Разработка началась в 1976 году. Испытания производились с 1978 года до 1981 года.
В 1987 году FIROS был принят на вооружение.
В зависимости от типа используемых боеприпасов различают два типу этой РСЗО: "FIROS-25" и "FIROS-30". Система "FIROS-30" в 1987 году была принята на вооружение итальянской армии, а "FIROS-25" выпускается на экспорт в страны Ближнего Востока.

## Применение
FIROS предназначен для поражения живой силы и техники противника.

## Состав
В состав системы входят:
1. боевая машина;
2. транспортно-заряжающая машина;
3. система управления огнём;
4. 122-мм неуправляемые реактивные снаряды.